# Regalia (gospodarka)
Regalia (także ducalia lub regale) – charakterystyczne dla wczesnego średniowiecza dziedziny gospodarki zastrzeżone dla panującego, wynikające z prawa książęcego i patrymonialnej zasady, iż państwo jest prywatną własnością monarchy. Niektóre z regaliów utrzymały się przez kilka następnych stuleci. Mimo że według regali często monarcha miał monopol na daną dziedzinę gospodarki, to w praktyce zazwyczaj regalia sprowadzały się do konieczności uzyskania pozwolenia i uiszczania opłat w przypadkach niektórych działalności gospodarczych. 
Od XII wieku regalia i ducalia uznawano za zespół praw zwany iura regalia.

## Nazewnictwo
W zależności od tego, czy monarcha miał tytuł królewski, czy książęcy, stosowano zamiennie terminy regalia (od łac. rex – król) oraz ducalia (od łac. dux – książę).

## Przykładowe regalia
Podstawowe i najstarsze było regale ziemi: cała ziemia (wszystkie grunty) w państwie, o ile nie została alienowana, należała do panującego. Jego pochodnymi były m.in.:
- regale łowieckie – wyłączne prawo panującego do łowów na niektóre gatunki zwierząt[1] (zwłaszcza grubego zwierza: żubry, tury, jelenie, niedźwiedzie, bobry), a także wyłączenie niektórych kompleksów leśnych do jego wyłącznej dyspozycji
- regale rybołówstwa – wyłączność na łowienie ryb największymi sieciami i łapanie ryb w stałe pułapki
- regale górnicze – wyłączność na wydobycie kopalin (lub jedynie metali szlachetnych[1]), także na gruntach nienależących do monarchy
  - regale solne – wyłączność na pozyskiwanie soli, wyszczególnione ze względu na wysoką wartość soli
- regale grodowe – wyłączne prawo budowy i utrzymywania grodów obronnych
- regale rzeczne – wyłączne prawo transportu rzecznego
- regalia mennicze – monopol zarządzania monetą i jej wybijania[1]
- regalia drogowe – wyłączne prawo wyznaczania dróg[1]
- regale leśne – prawo do zwierzchności monarchy nad barciami i użytkami leśnymi[1]
- regale ziemne – prawo monarchy do zwierzchności sądowej w sprawach o zmianę własności ziemi[1]
- regale żydowskie – prawo ustanawiające specjalną jurysdykcję dla Żydów traktowanych w takich przypadkach jako własność monarchy[1].

Istniały także regalia związane z rozwojem gospodarczym:
- regale targu (lub regale targowe[1]), regale karczmy – wyłączne prawo zakładania i pozyskiwania dochodów z targów oraz karczem
- regale mennicze – wyłączne prawo bicia monety (powiązane z regale górniczym)
- regale ceł – wyłączność na pobieranie ceł
- regale młynne – wyłączność na budowę i czerpanie korzyści z młynów na rzekach monarszych (powiązane z regale rzecznym)
- regale bartne – wyłączne prawo panującego do drzew bartnych znajdujących się we wszystkich dobrach.

## Regalia w Polsce

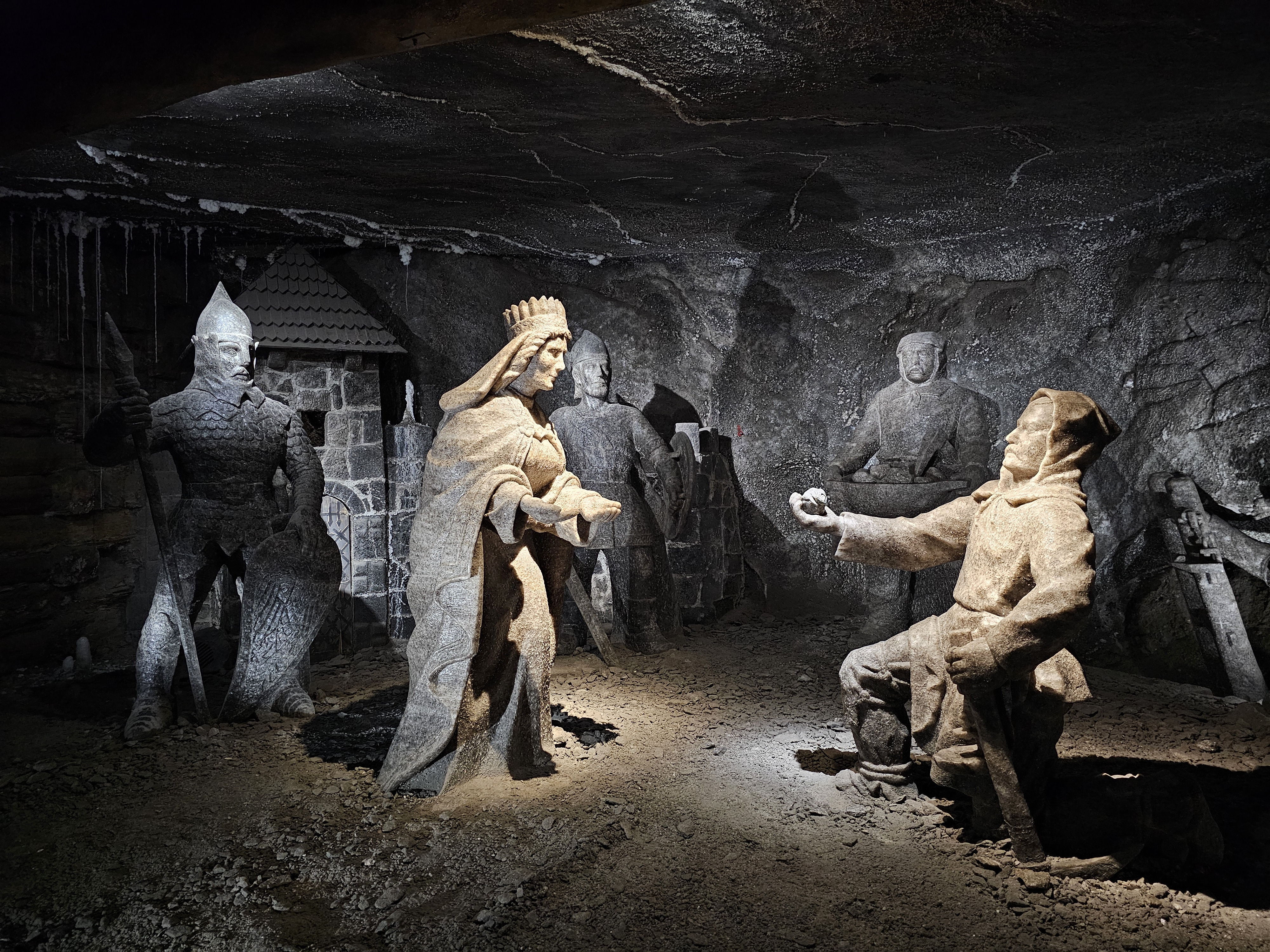
Solna rzeźba przedstawiająca Świętą Kingę, która według legendy wzbogaciła skarb Bolesława Wstydliwego o dochody z regale solnego.

W XI-wiecznym państwie piastowskim system regaliów był już rozwinięty. Kolejne rodzaje monopoli monarszych pojawiały się wraz z upływem czasu i powstawaniem nowych gałęzi gospodarki. Znaczenie miał też wzrost liczby ludności i napływ osadnictwa: kiedy ziemia dotychczas niczyja (a w najdawniejszych czasach stanowiąca własność ogółu plemienia) nabrała wartości gospodarczej, stawała się ziemią monarszą. Sankcjonowanie i obsługa regaliów przyczyniły się do rozrostu administracji i wzmocnienia władzy monarszej (jednocześnie będąc ich przejawem). W czasie rozbicia dzielnicowego, bez względu na terytorium, regalia miały taką samą formę. Według Juliusza Bardacha jest to dowód na aktywność aparatu najstarszego państwa polskiego i ważną rolę monopoli w finansach monarszych.
System regaliów został zachwiany przez udzielanie immunitetów, kiedy to poszczególne prawa były zbywane przez monarchów na rzecz feudałów i miast. W okresie rozbicia dzielnicowego rozdawnictwo immunitetów szczególnie zaciążyło na rentowności z regale solnego, pierwotnie najbardziej dochodowego. W przypadku regale górniczego stosowano wolność wydobycia z zastrzeżeniem płacenia olbory na rzecz monarchy.
W artykułach przygotowanych dla Henryka Walezego zawarto akt zrzeczenia się regale górniczego. Do końca Polski przedrozbiorowej funkcjonowało natomiast regale targowe, praktycznie włączone do systemu wydawanych przywilejów lokacyjnych.